# Естуар (провинция)
 Тази статия е за провинцията в Габон.  За формата на речното устие вижте Естуар.  
Естуар (на френски: Estuaire) е една от деветте провинции в Габон. Покрива площ от 20 740 км². Областен град на провинцията е Либревил, който е и столица на страната.

## География
На запад провинция Естуар има излаз към Гвинейския залив. На север граничи с Екваториална Гвинея, на изток – с провинция Вольо-Нтем, на юг – с провинция Моаян Огоуе и на югозапад – с Огоуе-Маритим.

## Департаменти
Провинция Естуар е разделена на 3 департамента:
- Комо (Канго),
- Комо-Мондах (Нтум),
- Ноя (Кокобийч).

## Население
Към 2015 г. населението възлиза на 638 219 души.